# 柯曲镇
柯曲镇，是中华人民共和国青海省果洛藏族自治州甘德县下辖的一个乡镇级行政单位。

## 行政区划
柯曲镇下辖以下地区：
柯曲社区、当成牧委会、目日牧委会、阿隆牧委会、东吾牧委会、安木掌牧委会、达协牧委会、曲纳合牧委会、德肉牧委会和德里尖牧委会。